# مستوطنة خطية

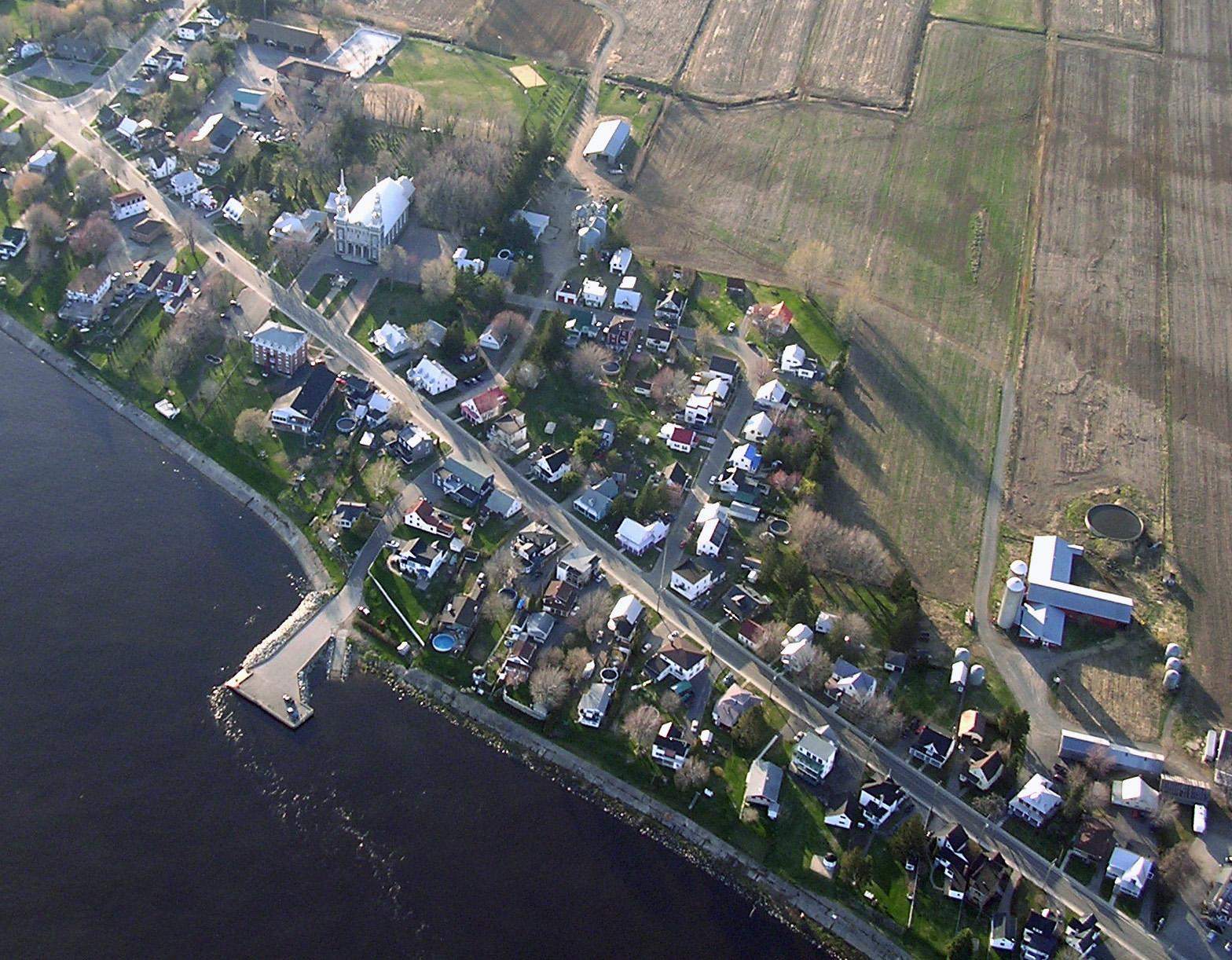
بعض المجتمعات على طول نهر سَنت لورانس في كيبك في كندا تطورت مستوطنات خطية كما هو واضح في شَمبَلان

المستوطنة الخطية أو قرية شارع هي مستوطنة (صغيرة إلى متوسطة الحجم عادة) أو مجموعة من المباني التي تُبنى في خط طويل.  تُبنى العديد من هذه المستوطنات على طول طريق النقل مثل طريق أو نهر أو قناة. يتشكل البعض الآخر بسبب القيود الجغرافية مثل الخطوط الساحلية والجبال والتلال أو الوديان. قد لا يكون للمستوطنات الخطية مركز واضح.

رسم تخطيطي لقرية شارع